# Bruningo
Bruningo o Brunengo (... – 964) è stato un vescovo italiano.
Fu vescovo di Asti tra il 937 ed il 964.

## Biografia
Bruningo fu la figura più complessa e vivace fra i vescovi astesi precedenti il Mille.
Durante il suo mandato s'iniziò quel processo di trasferimento dei poteri temporali dal conte al vescovo, che si attuerà totalmente sotto l'episcopato di Rozone, con la figura del vescovo-conte.
Nel 938, i re Ugo e Lotario donarono a Bruningo la residenza di Castel Vecchio (Castrum Vetus), simbolo del potere temporale della città.

Bruningo ebbe parte attiva nel governo della città anche sotto il dominio di Berengario e Adalberto.
In seguito divenne anche arcicancelliere di Ottone I.
A Bruningo va anche dato il merito di aver promosso il culto del patrono della città, san Secondo, restaurandone la cripta e l'altare.